# Neunkirchen am Potzberg
Neunkirchen am Potzberg ist eine Ortsgemeinde im Landkreis Kusel in Rheinland-Pfalz. Sie gehört der Verbandsgemeinde Kusel-Altenglan an.

## Geographie
Neunkirchen am Potzberg liegt südöstlich der Kreisstadt Kusel in der Westpfalz mitten im Nordpfälzer Bergland und dessen Teilbereich Potzberg-Königsberg-Gruppe. Der Ort grenzt an den Landkreis Kaiserslautern. Die Südflanke des 562 m hohen Potzberg, der oft als „König des Westrichs“ bezeichnet wird, befindet sich auf der Gemarkung der Ortsgemeinde. Mitten im Siedlungsgebiet erhebt sich außerdem der Kirchberg. Zu Neunkirchen gehören zusätzlich die Wohnplätze Kreuzhof und Talhof.
Nachbargemeinden sind – im Uhrzeigersinn – Föckelberg, Oberstaufenbach, Reichenbach-Steegen, Matzenbach und Rutsweiler am Glan.

## Geschichte
„Neunkirchen“ am Potzberg wird zum ersten Mal 1329 in einer Urkunde erwähnt.
Der Ort trägt den Namen seiner Kirche im Ortsnamen. Diesen erhielt die „neue Kirche“ mutmaßlich zur Unterscheidung von der alten Peterskirche von Theisbergstegen, die als Mutterkirche Neunkirchens fungierte. Bis zur Reformation stand in Neunkirchen am Standort der jetzigen „Unionskirche“ eine Kapelle, die dem Heiligen Cyriakus geweiht war. Auf dem Kirchberg fand am Namenstag des Heiligen, dem 8. August, der Cyriakusmarkt statt. Im 17. Jahrhundert wurde dieser Markt sukzessive durch die bis in die Gegenwart gefeierte Jakobskerwe abgelöst.
Während der Reformation wurde die Kapelle zu einer lutherischen Pfarrkirche umgestaltet. Die alte gotische Kirche, mit massivem Rundturm, eingewölbtem Chor und steinerner Kanzel, wurde angeblich unter Pfalzgraf Leopold Ludwig von Pfalz-Veldenz umgebaut. 1750 wurde in Neunkirchen auf dem Kirchberg eine reformierte Kirche gebaut, nachdem die Reformierten dafür in ganz Deutschland und darüber hinaus gesammelt hatten. In der Pfälzischen Kirchenunion von 1818 wurden die Lutheraner und Reformierten zusammengelegt. 1825 fand diese Union sichtbaren Ausdruck im Neubau der heutigen „Unionskirche“. Architekt dieser Kirche war Paul von Denis, königlich bayerischer Ingenieur und bekannt als Erbauer der pfälzischen Ludwigsbahn. Ein gotisches Spitzbogenfenster erinnert an die alte Vorgängerkirche aus dem Mittelalter. Nach erfolgter Renovierung ist die alte Orgel mit ihrem prächtigen Prospekt inzwischen wieder spielbar, gebaut im Jahre 1784 von dem Meisenheimer Orgelbauer Philipp Daniel Schmitt.
Von 1798 bis 1814, als die Pfalz Teil der Französischen Republik (bis 1804) und anschließend Teil des Napoleonischen Kaiserreichs war, war der Ort in den Kanton Wolfstein eingegliedert. 1815 gehörte Neunkirchen zunächst zu Österreich. Nach dem Wiener Kongress wurde er ein Jahr später dem Bayern zugeschlagen. Von 1818 bis 1862 gehörte die Gemeinde weiterhin dem Kanton Wolfstein an und war Bestandteil des Landkommissariat Kusel, das anschließend in ein Bezirksamt umgewandelt wurde.
1939 wurde der Ort in den Landkreis Kusel eingegliedert. Nach dem Zweiten Weltkrieg wurde Neunkirchen am Potzberg innerhalb der französischen Besatzungszone Teil des damals neu gebildeten Landes Rheinland-Pfalz. Im Zuge der ersten rheinland-pfälzischen Verwaltungsreform wurde die Gemeinde 1972 Bestandteil der Verbandsgemeinde Altenglan. Seit 2018 gehört der Ort zur Verbandsgemeinde Kusel-Altenglan.

## Politik

### Bürgermeister
Patrick Habermann wurde 2024 Ortsbürgermeister von Neunkirchen am Potzberg.
Seine Vorgängerin war Lilli Niebergall seit 2014. Bei der Direktwahl am 26. Mai 2019 wurde sie mit einem Stimmenanteil von 63,48 % für weitere fünf Jahre in ihrem Amt bestätigt.
Niebergalls Vorgänger war Max Rübel.

### Wappen
| Wappen von Neunkirchen am Potzberg | Blasonierung: „Von Gold und Schwarz gespalten. Rechts eine rote Kirche, links ein rotgekrönter und bewehrter goldener Löwe.“ |
| Wappen von Neunkirchen am Potzberg | Wappenbegründung: Der Löwe und die Farben Gold und Schwarz entstammen dem Wappen der Kurpfalz, die bis zur französischen Revolution die Ortsherrschaft ausübte. Die Kirche symbolisiert den Ortsnamen Neunkirchen, der sich von Neue Kirche herleitet. Es wurde 1975 von der Bezirksregierung Neustadt verliehen. |

## Kultur

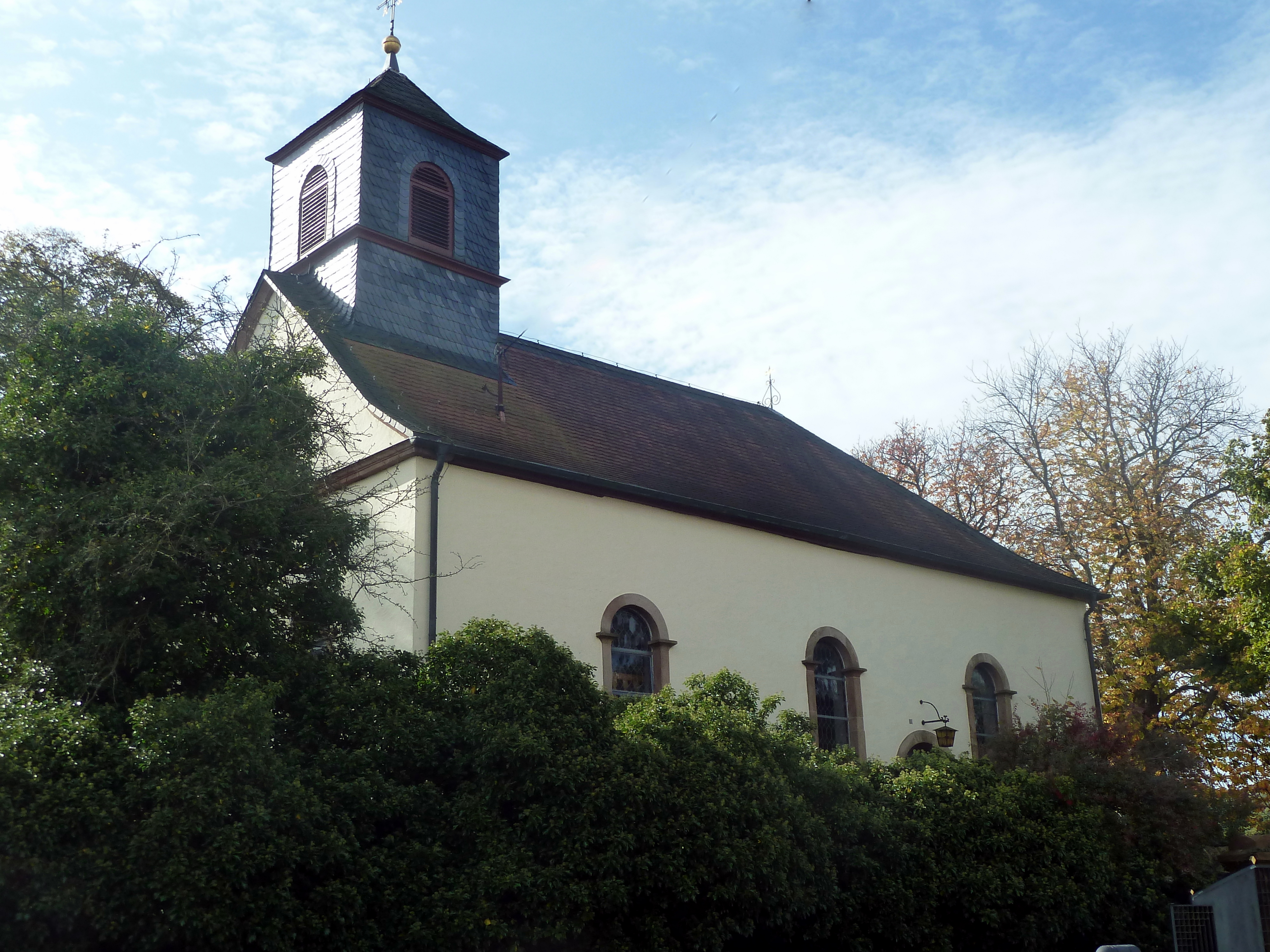
Denkmalgeschützte protestantische Kirche

Einziges Kulturdenkmal vor Ort ist die protestantische Kirche auf dem Kirchberg; sie prägt das Ortsbild von Neunkirchen am Potzberg und sie ist das dominierende Bauwerk der Ortsgemeinde. Sie wird von der wehrhaften Umfassungsmauer des alten Friedhofs umhegt und von der uralten Gerichtslinde, die eines von zwei Naturdenkmalen darstellt, beschattet.

## Wirtschaft und Infrastruktur

### Wirtschaft
Im Gemeindegebiet befanden sich mit Schurf Salzleck, dem Schurfstollen Zahnsche Versuch, dem Schurfstollen Jakobsburg und dem Schurfstollen Jakobs Segen  ab Ende des 18. Jahrhunderts einst mehrere Quecksilberbergwerke; die beiden letztgenannten wurden bereits vor 1788 aufgegeben.

### Verkehr
Durch Neunkirchen verläuft die Landesstraße 364, die dem Ort mit Gimsbach und Oberstaufenbach verbindet. Von dieser zweigt die Kreisstraße 34 nach Mühlbach am Glan ab. Im Südwesten befindet sich die A 62. In Theisbergstegen ist ein Bahnhof der Bahnstrecke Landstuhl–Kusel.
Neunkirchen ist über die Buslinie 277 des Verkehrsverbundes Rhein-Neckar, die den Ort mit Altenglan und Etschberg verbindet, an das Nahverkehrsnetz angeschlossen.

### Öffentliche Einrichtungen
In Neunkirchen gibt es einen Kindergarten, eine Grundschule und eine Bücherei.

### Tourismus
Durch die Gemeinde verläuft der mit einem roten Kreuz markierte Fernwanderweg Franken-Hessen-Kurpfalz. Der teilweise auf der Gemeindegemarkung befindliche Wildpark Potzberg macht das Gemeindegebiet zu einem häufig frequentierten Ausflugsziel. Auf Neunkirchener Gemarkung befindet sich der Schützenbrunnen mit Sitzmöglichkeit im Potzbergwald.

## Persönlichkeiten

### Söhne und Töchter der Gemeinde
- Ludwig Roediger (1798–1866), Theologe, Pädagoge, Philosoph
- Armin Otto Huber (1904–1977), Schriftsteller
- Domenik Hixon (* 1984), American-Football-Spieler

### Personen, die vor Ort gewirkt haben
- Ludwig Boslet (1860–1951), Organist und Komponist, war mit 20 Jahren vor Ort Lehrer.